# 닐스 네르고르
닐스 토마시우스 네르고르(덴마크어: Niels Thomasius Neergaard, 1854년 6월 27일~1936년 9월 2일)는 덴마크의 정치인, 역사가이다. 소속 정당은 좌파당이다.
1908년 10월 12일부터 1909년 8월 16일까지 제20대 덴마크의 총리를 역임했으며 1920년 5월 5일부터 1924년 4월 23일까지 제27대 덴마크의 총리 겸 재무부 장관을 역임했다. 1920년에 일어난 제1차 부활절 위기를 수습하기 위한 각종 정책을 제시했다. 1848년부터 1866년까지 일어난 덴마크의 정치사를 소재로 한 저서인 《6월 헌법 체제》(Under junigrundloven, 1848년~1866년)를 집필했다.